# Шарлатанин
Шарлатаните са измамници и мошеници. Те твърдят, че притежават знания, умения и способности, които в действителност нямат.

## История
Думата произхожда от френското charlatan. Названието обозначавало лица, които използват музикални и театрални рекламни трикове, за да продават фалшиви лекарства по улиците. Обичайната им продуктова листа включвала афродизиаци, опиати, стимуланти, еликсир за безсмъртие и др.
Успехите на парижкия шарлатан Табарин през 1618 г., продължили да се помнят дълго след неговата смърт. Точно те вдъхновили Молиер да напише комедията „По неволя доктор“ (1666 г.), която осмива шарлатаните.

## Дейност
Повечето шарлатани претендират, че владеят хуманитарните науки. Те касаят субективната реалност, т.нар. „вътрешен свят“ на човека, който се поддава на измерване, дефиниция и сравнение далеч по-трудно от материалния свят. Затова шарлатаните предпочитат да се изявяват в областта на религията, културата, историята, философията, психологията и подобни.
Шарлатаните много често се позовават на своите несъществуващи умения с користна цел. Едни твърдят, че контактуват с извънземни същества или с душите на мъртвите хора. Други претендират, че могат да предизвикат или да предотвратят различни събития с помощта на магия. Трети се опитват да лекуват болести чрез заклинания, баене и врачуване. Четвърти твърдят, че имат способност да виждат как са протекли минали събития или да предсказват бъдещи.
Шарлатаните често променят своите псевдонаучни твърдения, за да ги адаптират към сензационните научни открития, които определят обществените нагласи. Затова изброяването и класифицирането на всички разновидности шарлатани е много трудна задача.
Най-често на шарлатаните се доверяват суеверни и неграмотни лица, които изпитват някакви житейски трудности. Безнадежно болните от рак, мултипленна склероза и др. понякога търсят изцеление при шарлатани, когато лекарите им кажат, че официалната медицина все още не разполага с методи за лечение на тяхното състояние.
В професионалната медицинска литература, шарлатаните, които незаконно извършват опити за лечебна дейност (врачки, баячки, чакръкчии и пр.) се означават като емпирици . Това тясноспециализирано, медицинско значение на термина, не бива да се бърка с привържениците на философската школа на емпиризма.

## Културни препратки
Петокнижието на Мойсей е част от Библията, Корана и Тората. То официално е канонизирано за свещено послание от Бога към всички християни, мюсюлмани и евреи. Третата книга на Мойсей категорично запрещава:
„Не се обръщайте към ония, които извикват мъртъвци, и при магьосници не ходете, и не се оставяйте да ви осквернят. Аз съм Господ, Бог ваш“ (Левит, 19:30)
„И ако някоя душа се обърне към ония, които извикват мъртъвци, и към магьосници, за да ги последва в блудството им, Аз ще обърна лицето си против оная душа и ще я изтребя измежду народа ѝ“ (Левит, 20:6)